# Frank Julian Sprague

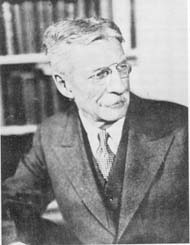
Frank Julian Sprague

Frank Julian Sprague (Milford, 25 juli 1857 – New York, 25 oktober 1934) was een Amerikaans marineofficier en uitvinder die bijdroeg aan de ontwikkeling van de elektromotor, elektrisch spoorvervoer en liften. Zijn bijdragen waren vooral belangrijk in de promotie van stedelijke ontwikkeling doordat de constant uitdijende steden bereikbaar bleven (door beter openbaar vervoer) en door de concentratie van bedrijven in commerciële regio's (via liften in wolkenkrabbers). Hij staat bekend als de "Vader van de elektrische tractie".

## Levensloop
Sprague, de zoon van David Sprague en Francis King, kreeg zijn voortgezette opleiding in North Adams aan de Drury High School, waar hij uitblonk in wiskunde. In 1874 won hij een toelating voor de United States Naval Academy in Annapolis (Maryland). Daar studeerde hij in 1878 af.
Hij werd benoemd tot vaandrig bij de Amerikaanse marine en verbleef twee jaar op zee waar hij tijd vond om nieuwe elektrische apparaten uit te schetsen. Toen zijn schip in 1881 voor anker lag in Newport (Rhode Island), vond Sprague een omgekeerd type dynamo uit.
Om kennis te maken met de verder gevorderde Europese elektriciteitsmarkt liet hij zich in 1882 overplaatsten naar de USS Lancaster, vlaggenschip van het Europese Squadron, waar hij tevens het eerste oproepsysteem installeerde op een Amerikaans marineschip. Sprague nam verlof op om de Parijse Elektriciteitstentoonstelling van 1881 te bezoeken en de Crystal Palace tentoonstelling in het Engelse Sydenham (1882) waar hij in de jury zat voor het beoordelen van gasmotoren, dynamo's en lampen.
Frank Sprague was tweemaal gehuwd. Bij zijn eerste vrouw Mary Keatinge, had hij één kind en bij zijn tweede vrouw Harriet Chapman Jones, drie kinderen waaronder de zonen Robert en Julian.

## Elektrotechniek
In 1883 haalde Edward Hibberd Johnson – een zakenpartner van Thomas Edison – Sprague over om ontslag te nemen bij de marine en voor Edison te gaan werken. Een van Spragues belangrijke bijdragen voor het Edison Laboratorium in Menlo Park was de introductie van wiskundige methodes. Voor zijn komst voerde Edison zijn vele experimenten via de dure trial-and-error methode uit. Spragues aanpak was om eerst de optimale parameters uit te rekenen en op basis van deze gegevens de machines te bouwen. Hij deed belangrijk werk voor Edison, waaronder het aanpassen van Edisons systeem van de hoofdverdeelinrichting voor het centrale Pearl Street-distributiestation in New York.
Hij besloot in 1884 dat zijn interesses in de exploitatie van elektriciteit ergens anders lagen en verliet hij Edison om het bedrijf Sprague Electric Railway & Motor Company op te richten met Johnson als partner. Rond 1886 had Spragues bedrijf twee belangrijke uitvindingen geïntroduceerd: een niet-vonkende gelijkstroommotor met vaste borstels en een methode om energie terug te leveren aan het elektriciteitsnet door afremmende motoren als generator te gebruiken. Zijn motor was de eerste die een constant toerental aanhield bij wisselende belastingen. Deze werd meteen populair en door Edison beschreven als de enige praktische motor beschikbaar. Zijn methode van terugleveren was belangrijk in de ontwikkeling van de elektrische trein en de elektrische lift.

### Tramtechnologie

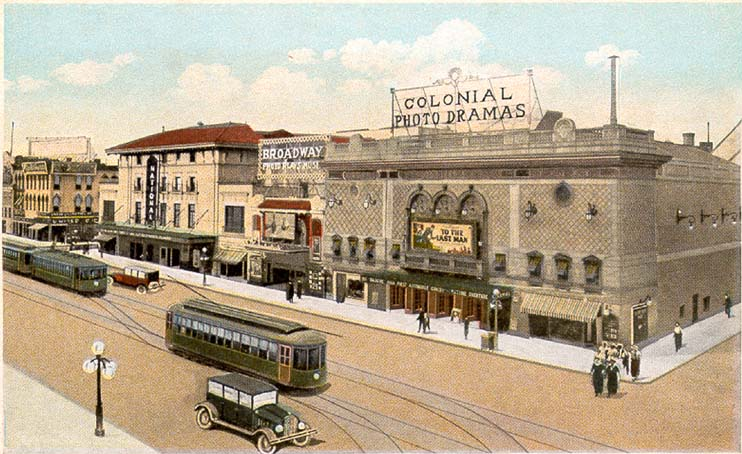
Ansichtkaart met de elektrisch aangedreven trams (trolley streetcars) van Frank Julian Sprague in een straat van Richmond (Virginia).

Sprague heeft diverse verbeteringen aangebracht in bestaande tramtechnologie. Een daarvan was een verbetering van een door Charles Van Depoele in 1885 ontworpen verend opgehangen trolleysysteem waarmee trams elektriciteit afnemen van een bovenleiding. Spragues veerpantograaf gebruikte een wiel dat meeliep met een bovengronds opgehangen koperdraad. Na testen eind 1887 en begin 1888 installeerde hij de eerste grote succesvolle trambaan; de Richmond Union Passenger Railway. De heuvels van Richmond met hellingen tot tien procent waren lang een obstakel voor transportsystemen en waren een uitstekende proeftuin om aan te tonen dat deze nieuwe technologie ook bruikbaar was in andere steden. Verder verbeterde hij de ophanging van de motoren van de trams, verbeterde de tandwielen en toonde aan dat regeneratief remmen, waarbij de bewegingsenergie wordt omgezet in elektriciteit en teruggeleverd aan de bovenleiding, haalbaar was.
Hoewel Sprague bijna $100 000 verloor op de Richmond-installatie, kreeg hij wel een voorsprong om zijn succes te herhalen in andere steden. Toen bekend werd dat de kosten maar 40 procent waren ten opzichte van de paardentram werd overal in Amerika de paardentram vervangen door de trolleybus. Rond 1889 had Spragues bedrijf zevenenzestig spoorwegsystemen geïnstalleerd, meer dan welk ander bedrijf dan ook.
Via een aandelenemissie wist Sprague $800 000 binnen te halen. De meeste van deze aandelen waren gekocht door het pas opgerichte General Electric van Edison – die veel van Spragues apparatuur produceerde – en Edison lijfde het bedrijf in 1890 in. Door meningsverschillen over technische besluiten en de gewoonte om aan het spoorwegproduct te refereren als het "Edison"-systeem bleef hij maar kortstondig verbonden aan dit bedrijf. Hij richtte nu zijn aandacht op elektrisch aangedreven liften.

### Liften
Met de elektrificatie van openbaar vervoer in stedelijke gebieden konden nu meer mensen sneller vervoerd worden. Dit gaf Sprague het idee dat vergelijkbaar resultaat verkregen kon worden bij verticaal transport: liften. Hij zag dat als liften sneller zouden werken dat niet alleen tijd zou besparen voor de passagiers, maar ook dat flatgebouwen hoger konden worden. De hoogte werd namelijk beperkt door de langzame hydraulisch aangedreven liften.
In 1892 begon Sprague een nieuw bedrijf, de Sprague Electric Elevator Company en ontwikkelde hij samen met Charles R. Pratt de Sprague-Pratt Electric Elevator. Daarnaast ontwikkelde en fabriceerde het bedrijf diverse liftvoorzieningen en veiligheidssystemen. De Sprague-Pratt liften liepen sneller en kon zwaardere lasten hijsen dan conventionele hydraulisch of stoom aangedreven liften; 584 liften werden wereldwijd geïnstalleerd. Sprague verkocht vervolgens zijn bedrijf aan de Otis Elevator Company in 1895.

### Spoorwegen
Spragues ruime ervaring met regelsystemen voor liften leidde ertoe dat hij in 1897 een treinstelsysteem voor spoorwegtreinen ontwikkelde, een systeem om meerdere motorwagens met elkaar te koppelen tot één trein. Omdat iedere motorwagen zijn eigen tractiemotor heeft is een extra locomotief niet meer noodzakelijk. Via een door hem bedacht elektrisch regelsysteem kon de machinist alle treinstellen gelijktijdig en in harmonie met elkaar bedienen. Belangrijk hierbij is de samenwerking tussen de motoren zodat de treinstellen op hetzelfde moment optrekken en afremmen.
De eerste opdracht voor Sprague was van de South Side Elevated Railroad in Chicago. Het succes in Chicago werd snel opgevolgd door belangrijke contracten in Brooklyn, New York en Boston. Spragues systeem lag aan de basis van de moderne spoorweg- en metrosystemen. In 1902 verkocht hij zijn tweede bedrijf Sprague Electric aan General Electric voor meer dan 1 miljoen dollar.
Van 1896 tot 1900 had Sprague zitting in de commissie voor de spoorwegelektrificatie van de New Yorkse metro, waaronder de Grand Central Terminal in New York. Hierbij ontwikkelde hij een automatisch treinbeïnvloedingssysteem dat ingreep als de treinmachinist de spoorwegseinen negeerde. Hij richtte het bedrijf Sprague Safety Control & Signal Corporation op voor de ontwikkeling en fabricage van deze ATB-systemen.

## Erfgoed en erkenningen
Het effect van Spragues ontwikkelingen op het gebied van de tram en metro was dat steden konden expanderen tot metropolen terwijl zijn ontwikkeling van de lift het toestond om in grote steden commerciële bedrijven rendabel te concentreren in commerciële regio's.
Sprague werd beloond met de gouden medaille tijdens de Parijse Elektriciteitstentoonstelling in 1889, een ereprijs tijdens de St. Louis Tentoonstelling in 1904, the Elliott-Cresson Medal in 1904, de IEEE Edison Medal van de American Institute of Electrical Engineers (nu IEEE) in 1910, de Franklin Medal in 1921 en de John Fritz Gold Medal (postuum) in 1935.